# Virágos szakállzuzmó
A virágos szakállzuzmó (Usnea florida) a tömlősgombák (Ascomycota) egyik faja.

## Előfordulása
A virágos szakállzuzmó Európa hegységein gyakori.

## Megjelenése
A telep hengeres, fonal alakú, sima vagy kissé érdes, sárgászöld-szürkészöld színű, villásan, tömötten elágazó, bokorszerű, ágai mintegy 1 milliméter vastagok, alapi részük gyakran kiterjedten feketés, szorédiumai és izidium-csoportjai (ivartalan szaporodási szervek) nincsenek, a főágakat gyakran sűrűn álló, hengeres papillák borítják. Fibrillumok (többnyire egyenlő méretű, igen rövid oldalágak) rendszerint nagy számban találhatók, és a telep ágait nagyrészt takarják. A felső kéreg kristályos usninsav-lerakódásokat tartalmaz; a bélréteg pókhálószerűen vékony; a központi ág erőteljes, a főágak csaknem mindegyike korong alakú apotéciumban (a zuzmó termőteste) végződik. A 3-10 milliméter széles apotéciumok karimája gazdagon pillás.

## Életmódja
A virágos szakállzuzmó a hegyvidéki övezetben, ködösebb helyeken, tűlevelű fák kérgére és öreg faszerkezetekre telepedve él.